# Августо Сесар Сандіно
Авгу́сто Се́сар Санді́но Кальдеро́н (часто також Аугусто; 1895–1934, Манагуа) — Нікарагуанський політичний діяч, лідер Національно-визвольної революційної війни 1927—1934 років, національний герой країни.

## Біографія
Народився у 1895 році у Нікіноомо, Масая, в селянській родині. Батько Сандіно — заможний селянин Грегоріо Сандіно, мати — прибиральниця Маргарита Кальдерон. Протягом 12 років Грегоріо Сандіно відмовлявся визнати сина Аугусто законним, проте потім прийняв його в сім'ю.

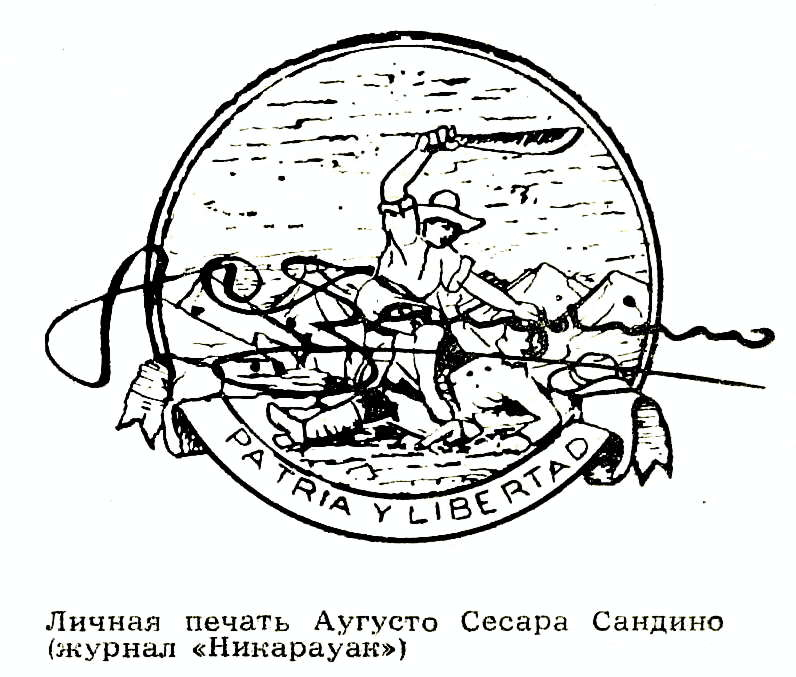

У 1921 році Аугусто Сандіно ледь не вбив сина видатного місцевого представника Консервативної партії, який образливо висловився про його матір, і змушений був емігрувати. Побував в Гондурасі, Гватемалі та Мексиці. За наполяганням батька (термін давності злочину вийшов) повернувся в червні 1926 року в Нікарагуа; вплив його жертви не дозволив йому оселитися в селі за місцем народження, і в підсумку Сандіно влаштувався на золотій шахті в Нуева-Сеговія, що належала американцям. Там він читав лекції шахтарям про соціальну нерівність і необхідності змін.

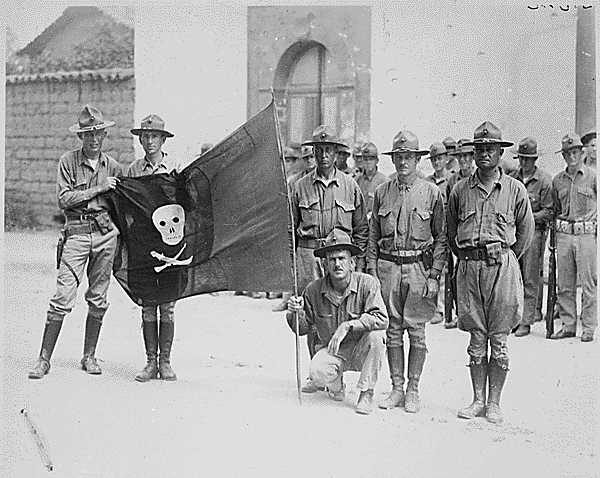
Американські військові позують з трофейним прапором сандиністів (близько 1933 року)

З середини 1927 року перебував у збройній опозиції до правлячого режиму, підтримуваного США. Спершу він стояв за відновлення законної влади, згідно з конституційними засадами, а потім став боротися проти угоди Еспіно-Негро, що передбачав опіку Нікарагуа американським урядом, розглядаючи його як загрозу нікарагуанської незалежності. У результаті тривалого очоленого ним повстанського руху, зумів домогтися виведення розміщених в країні американських військ, але в ході чергового раунду переговорів про демобілізацію своєї армії був зрадницькі заарештований керівником Національної гвардії Нікарагуа, згодом президентом країни, Анастасіо Сомоси, і страчений.
На його честь, як патріота та національного героя, був названий Сандиністський фронт національного визволення, що скинув диктатуру сімейства Сомоса через 45 років після смерті Сандіно в результаті Сандиністської революції. Зображений на декількох монетах Нікарагуа.

## Нагороди та відзнаки
14 травня 1980 року Державна рада Нікарагуа офіційно відзначила Сандіно почесним званням «Батько антиімперіалістичної народно-демократичної революції».

## Дослідження життєвого шляху
Вивченню особистості, поглядів і життєвого шляху Сандіно присвячено низку книг різних авторів, зокрема:
- Грегоріо Селсер. Sandino, general de Hombres Libres (1955)
- Едельберто Торрес Еспіноса. General Augusto C. Sandino, héroe de la lucha antimperialista en Nicaragua (1972)
- Карлос Фонсека. Sandino Guerrillero Proletario (1972)
- Серхіо Рамірес. El pensamiento vivo de Sandino (1974)
- Карлос Фонсека. Crónica secreta: Augusto César Sandino ante sus verdugos (1974)
- Абелардо Квадра Вега. Hombre del Caribe (1977)
- Умберто Ортега Сааведра.Cincuenta años de lucha sandinista (1979)
- Хосе Рамос Ороско. ¡Maldito país! (1979)
- Карлос Фонсека. Ideario político de Augusto C. Sandino (1980)